# Alfonso Domeyko
Alfonso Ignacio Domeyko Letelier es un abogado y político chileno, entre 2019 y 2022 se desempeñó como director nacional del Servicio Nacional de Geología y Minería (Sernageomin), bajo el segundo gobierno de Sebastián Piñera.

## Estudios
Realizó sus estudios superiores en la carrera de derecho de la Universidad de Los Andes, egresando como abogado. Luego, cursó un magíster en derecho regulatorio de la Pontificia Universidad Católica (PUC), y un diplomado en gobernabilidad y gestión territorial de la misma casa de estudios.

## Trayectoria profesional
Ha ejercido su profesión en temas regulatorios, administrativos, sancionatorios, recursos naturales, litigación judicial y administrativa, habiéndose desempeñado como asesor en numerosos proyectos de infraestructura y grandes obras.
Es profesor del curso "Régimen de Autorizaciones de Bienes Fiscales y Nacionales de Uso Público" en el Diplomado de Derecho y Negocio Inmobiliario de la Facultad de Derecho de la PUC. Ha participado también como expositor en materias relativas a recursos naturales en varios seminarios de derecho en diferentes casas de estudios.
Ha desempeñado cargos en los ámbitos público y privado, como fiscal y subsecretario subrogante (s) del Ministerio de Bienes Nacionales durante el primer gobierno de Sebastián Piñera (2010-2014), así como abogado del estudio Montt y Cía., y Peribonio & Cía. Consultores.
En materia legislativa ha participado en tramitación de diversos proyectos de ley relativos a la gestión de recursos naturales, como la modificación de la Ley de Cierre de Faenas Mineras, Reglamento de Seguridad Minera, Reglamento de Relaves DS Nº 248, y la Ley que modifica la regulación del borde costero; entre otros.
Dentro del marco del segundo gobierno de Sebastián Piñera, en abril de 2018 ingresó al Sernageomin como abogado, jefe del Departamento Jurídico. Fungió como director nacional subrogante del Servicio desde octubre de 2018 hasta marzo de 2019, y su nombramiento oficial permanente se realizó mediante el decreto n° 14 del 31 de mayo de 2019, del Ministerio de Minería.